# Irena Podvorac
Irena Podvorac (Zagreb 1977.), hrvatska likovna umjetnica.
Diplomirala je kiparstvo 2000. na Akademiji likovnih umjetnosti u Zagrebu.
1999. godine, provela je semestar na sveučilištu Indiana u Pennsylvaniji u SAD-u.
Sudionica je skupnih izložaba od 1998., a samostalno je izlagala od 2000. godine, i do kolovoza 2006. je imala desetak izložbi.
Zadnja izložba joj je bila Mačkoglumište 2, na Kastafskom kulturnom letu 2005.
Članica je HDLU-a, ULS-a i ULUPUH-a.